# Liga EBA 2011-12
La Liga EBA 2010-11 fue la 18.ª edición de la cuarta categoría del baloncesto español. La temporada se inició el 18 de septiembre de 2011 y terminó el 2 de junio de 2012.

## Formato
- Liga regular: los 75 equipos participantes fueron divididos en cinco grupos por criterios de cercanía geográfica. A su vez el Grupo A estaba dividido en dos, Subgrupo AA y Subgrupo AB, con el esquema siguente: [1]
  - Grupo A: 23 equipos de Galicia, Asturias, Cantabria, Castilla y León, La Rioja y País Vasco, divididos en dos subgrupos:
    - Subgrupo A-A: 1 grupo de 12 equipos de Cantabria, País Vasco, La Rioja y Castilla y León (excepto Zamora).
    - Subgrupo A-B: 1 grupo de 11 equipos de Galicia, Asturias y Zamora.

  - Grupo B: 1 grupo de 16 equipos de Canarias, Castilla-La Mancha y Comunidad de Madrid.
  - Grupo C: 1 grupo de 15 equipos de Aragón y Cataluña.
  - Grupo D: 1 grupo de 9 equipos de Andalucía, Extremadura y Melilla.
  - Grupo E: 1 grupo de 12 equipos de la Comunidad Valenciana, Región de Murcia e Islas Baleares.
- Playoffs de ascenso: los disputaron 16 equipos, los 3 mejores de cada grupo ( A, B, C y D )  y 4 del grupo con mejores resultados de las tres últimas temporadas ( E ), en eliminatorias a ida/vuelta con ocho semifinales y cuatro finales, clasificando a los cuatro equipos que ascenderían a la liga LEB Plata.
  - En el Grupo A  se disputaron previamente playoffs de ascenso entre 1.ºA-A  y 3.º A-B , 2.º A-A y 2.º A-B, y 3.º A-A y 1.º A-B de los dos subgrupos para decidir los equipos clasificados para las eliminatorias finales. También jugaron entre sí los clasificados en el mismo puesto entre el 4.º y el 9.º para decidir la clasificación final del grupo. Igualmente entre los clasificados en el mismo puesto el 10.º y el 11.º para decidir la clasificación de los equipos descendidos.
- Descensos: 3 últimos ( A-A ), 2 últimos ( A-B ), 4 últimos ( B ), 3 últimos ( C ), sin descensos ( D ) y el último ( E ).

## Liga regular

### Grupo A

#### Subgrupo A-A
|    | Equipo                      | J  | G  | P  | PF   | PC   | DP   | Puntos |
| -- | --------------------------- | -- | -- | -- | ---- | ---- | ---- | ------ |
| 1  | Cafés Aitona                | 22 | 18 | 4  | 1792 | 1547 | 245  | 40     |
| 2  | Club Deportivo Estela       | 22 | 16 | 6  | 1863 | 1637 | 226  | 38     |
| 3  | SAB Torrelavega             | 22 | 13 | 9  | 1614 | 1599 | 15   | 35     |
| 4  | Universidad de Valladolid   | 22 | 13 | 9  | 1859 | 1704 | 155  | 35     |
| 5  | Zornotza Saskibaloi Taldea  | 22 | 11 | 11 | 1640 | 1698 | -58  | 33     |
| 6  | Pas Piélagos                | 22 | 11 | 11 | 1730 | 1719 | 11   | 33     |
| 7  | UPV Álava                   | 22 | 10 | 12 | 1548 | 1572 | -24  | 32     |
| 8  | Easo Pastas Arruabarrena    | 22 | 10 | 12 | 1502 | 1542 | -40  | 32     |
| 9  | Deportes Ferrer Santa María | 22 | 9  | 13 | 1453 | 1597 | -144 | 31     |
| 10 | Miguel Antonio Robleda      | 22 | 9  | 13 | 1576 | 1667 | -91  | 31     |
| 11 | Merkamueble Torrelavega     | 22 | 7  | 15 | 1630 | 1780 | -150 | 29     |
| 12 | Natra Oñati                 | 22 | 5  | 17 | 1694 | 1839 | -145 | 27     |

#### Subgrupo A-B
|    | Equipo                        | J  | G  | P  | PF   | PC   | DP   | Puntos |
| -- | ----------------------------- | -- | -- | -- | ---- | ---- | ---- | ------ |
| 1  | Establecimientos Otero        | 20 | 18 | 2  | 1607 | 1236 | 371  | 38     |
| 2  | Marín Peixegalego             | 20 | 15 | 5  | 1545 | 1313 | 232  | 35     |
| 3  | Recinor Ferrol CB             | 20 | 14 | 6  | 1469 | 1336 | 133  | 34     |
| 4  | CB Chantada Galicia Vento     | 20 | 11 | 9  | 1346 | 1329 | 17   | 31     |
| 5  | Grupo INEC-Queso Zamorano     | 20 | 11 | 9  | 1437 | 1451 | -14  | 31     |
| 6  | Universidad de Oviedo         | 20 | 10 | 10 | 1444 | 1416 | 28   | 30     |
| 7  | Baloncesto Narón              | 20 | 8  | 12 | 1350 | 1474 | -124 | 28     |
| 8  | Ourense Capital Termal        | 20 | 8  | 12 | 1281 | 1375 | -94  | 28     |
| 9  | Estudiantes Lugo Leyma Natura | 20 | 8  | 12 | 1366 | 1411 | -45  | 28     |
| 10 | Fidalgo Vecino                | 20 | 5  | 15 | 1299 | 1426 | -127 | 25     |
| 11 | Instituto Rosalía de Castro   | 20 | 2  | 18 | 1158 | 1535 | -377 | 22     |

#### Playoffs ascenso Grupo A
| Equipos                         | Equipos                          | 1.er Part | 2.º Part |
| ------------------------------- | -------------------------------- | --------- | -------- |
| (3.º A-B) Recinor Ferrol CB     | (1.º A-A) Cafés Aitona           | 63-67     | 78-84    |
| (2.º A-A) Club Deportivo Estela | (2.º A-B) Marín Peixegalego      | 65-70     | 84-70    |
| (3.º A-A) SAB Torrelavega       | (1.º A-B) Establecimientos Otero | 73-74     | 60-81    |

Los tres ganadores jugarían los Playoffs de ascenso finales.

#### Playoffs permanencia Grupo A
| Equipos                               | Equipos                                 | 1.er Part | 2.º Part |
| ------------------------------------- | --------------------------------------- | --------- | -------- |
| (4.º A-B) CB Chantada Galicia Vento   | (4.º A-A) Universidad de Valladolid     | 76-82     | 73-86    |
| (5.º A-B) Grupo INEC-Queso Zamorano   | (5.º A-A) Zornotza Saskibaloi Taldea    | 66-72     | 60-61    |
| (6.º A-A) Pas Piélagos                | (6.º A-B) Universidad de Oviedo         | 82-74     | 82-68    |
| (7.º A-B) Baloncesto Narón            | (7.º A-A) UPV Álava                     | 84-69     | 71-79    |
| (8.º A-B) Ourense Capital Termal      | (8.º A-A) Easo Pastas Arruabarrena      | 50-44     | 61-77    |
| (9.º A-A) Deportes Ferrer Santa María | (9.º A-B) Estudiantes Lugo Leyma Natura | 93-95     | 60-113   |

#### Playoffs descenso Grupo A
| Equipos                            | Equipos                                | 1.er Part | 2.º Part |
| ---------------------------------- | -------------------------------------- | --------- | -------- |
| (10.º A-A) Miguel Antonio Robleda  | (10.º A-B) Fidalgo Vecino              | 81-65     | 60-61    |
| (11.º A-A) Merkamueble Torrelavega | (11.º A-B) Instituto Rosalía de Castro | 66-76     | 92-93    |

#### Clasificación final Grupo A
| Pos | Equipo                 |
| --- | ---------------------- |
| 1   | Establecimientos Otero |
| 2   | Cafés Aitona           |
| 3   | Club Deportivo Estela  |
| 4   | Marín Peixegalego      |
| 5   | Recinor Ferrol CB      |
| 6   | SAB Torrelavega        |

| Pos | Equipo                     |
| --- | -------------------------- |
| 7   | Universidad de Valladolid  |
| 8   | CB Chantada Galicia Vento  |
| 9   | Zornotza Saskibaloi Taldea |
| 10  | Grupo INEC-Queso Zamorano  |
| 11  | Pas Piélagos               |
| 12  | Universidad de Oviedo      |

| Pos | Equipo                        |
| --- | ----------------------------- |
| 13  | Baloncesto Narón              |
| 14  | UPV Álava                     |
| 15  | Easo Pastas Arruabarrena      |
| 16  | Ourense Capital Termal        |
| 17  | Estudiantes Lugo Leyma Natura |
| 18  | Deportes Ferrer Santa María   |

| Pos | Equipo                      |
| --- | --------------------------- |
| 19  | Miguel Antonio Robleda      |
| 20  | Fidalgo Vecino              |
| 21  | Instituto Rosalía de Castro |
| 22  | Merkamueble Torrelavega     |
| 23  | Natra Oñati                 |

### Grupo B
|    | Equipo                            | J  | G  | P  | PF   | PC   | DP   | Puntos |
| -- | --------------------------------- | -- | -- | -- | ---- | ---- | ---- | ------ |
| 1  | Real Canoe NC                     | 30 | 26 | 4  | 2263 | 1933 | 330  | 56     |
| 2  | Euroconsult Alcobendas            | 30 | 25 | 5  | 2453 | 2173 | 280  | 55     |
| 3  | CC Meridiano Santa Cruz           | 30 | 25 | 5  | 2442 | 2122 | 320  | 55     |
| 4  | Real Madrid B                     | 30 | 24 | 6  | 2329 | 2039 | 290  | 54     |
| 5  | Torrejón Conteplast Medioambiente | 30 | 19 | 11 | 2318 | 2222 | 96   | 49     |
| 6  | Eurocolegio Casvi                 | 30 | 17 | 13 | 2212 | 2069 | 143  | 47     |
| 7  | Reale Ciudad Real                 | 30 | 17 | 13 | 2390 | 2305 | 85   | 47     |
| 8  | Espacio Torrelodones              | 30 | 16 | 14 | 2311 | 2225 | 86   | 46     |
| 9  | Santa Cruz de La Palma            | 30 | 14 | 16 | 2243 | 2339 | -96  | 44     |
| 10 | RC Náutico de Tenerife            | 30 | 12 | 18 | 2282 | 2422 | -140 | 42     |
| 11 | Basket Globalcaja Quintanar       | 30 | 11 | 19 | 2271 | 2419 | -148 | 41     |
| 12 | Alza Basket Azuqueca              | 30 | 11 | 19 | 2192 | 2251 | -59  | 41     |
| 13 | Club Baloncesto Aridane           | 30 | 9  | 21 | 2164 | 2356 | -192 | 39     |
| 14 | Asefa Estudiantes B               | 30 | 8  | 22 | 2112 | 2246 | -134 | 38     |
| 15 | San Agustín del Guadalix          | 30 | 3  | 27 | 1980 | 2388 | -408 | 33     |
| 16 | Fuenlabrada-Illescas B            | 30 | 3  | 27 | 1987 | 2440 | -453 | 33     |

### Grupo C
|    | Equipo                      | J  | G  | P  | PF   | PC   | DP   | Puntos |
| -- | --------------------------- | -- | -- | -- | ---- | ---- | ---- | ------ |
| 1  | Eninter-CB Santfeliuenc     | 28 | 21 | 7  | 2215 | 2012 | 203  | 49     |
| 2  | Girona FC B                 | 28 | 18 | 10 | 2126 | 2006 | 120  | 46     |
| 3  | Sabadell Sant Nicolau       | 28 | 17 | 11 | 1903 | 1826 | 77   | 45     |
| 4  | CB L'Hospitalet             | 28 | 17 | 11 | 2080 | 2005 | 75   | 45     |
| 5  | Valentine Montcada          | 28 | 17 | 11 | 2162 | 2095 | 67   | 45     |
| 6  | Sedis La Seu d'Urgell       | 28 | 17 | 11 | 2307 | 2208 | 99   | 45     |
| 7  | Stadium Casablanca          | 28 | 16 | 12 | 2129 | 2174 | -45  | 44     |
| 8  | AEC Collblanc Torrasa       | 28 | 15 | 13 | 2221 | 2184 | 37   | 43     |
| 9  | Recambios Gaudí CB Mollet   | 28 | 13 | 15 | 2279 | 2285 | -6   | 41     |
| 10 | Sabadell Bàsquet            | 28 | 13 | 15 | 1961 | 1963 | -2   | 41     |
| 11 | Club Bàsquet Sitges         | 28 | 13 | 15 | 1949 | 2022 | -73  | 41     |
| 12 | CB Cornellà                 | 28 | 12 | 16 | 1922 | 1967 | -45  | 40     |
| 13 | Monte Ducay Olivar          | 28 | 9  | 19 | 1926 | 2045 | -119 | 37     |
| 14 | Queso Milner Arenys Bàsquet | 28 | 6  | 22 | 1916 | 2074 | -158 | 34     |
| 15 | Club Bàsquet Granollers     | 28 | 6  | 22 | 1888 | 2118 | -230 | 34     |

### Grupo D
|   | Equipo                           | J  | G  | P  | PF   | PC   | DP   | Puntos |
| - | -------------------------------- | -- | -- | -- | ---- | ---- | ---- | ------ |
| 1 | Cajasol Banca Cívica B           | 16 | 11 | 5  | 1217 | 1157 | 60   | 27     |
| 2 | CB Cimbis                        | 16 | 11 | 5  | 1232 | 1165 | 67   | 27     |
| 3 | ABP Badajoz                      | 16 | 10 | 6  | 1295 | 1149 | 146  | 26     |
| 4 | CAM Enrique Soler                | 16 | 10 | 6  | 1327 | 1257 | 70   | 26     |
| 5 | Etiquetas Macho Morón            | 16 | 10 | 6  | 1310 | 1240 | 70   | 26     |
| 6 | Baloncesto Córdoba               | 16 | 9  | 7  | 1071 | 1132 | -61  | 25     |
| 7 | Montajes Rueda Andújar           | 16 | 7  | 9  | 1116 | 1167 | -51  | 23     |
| 8 | Baños de Montemayor Villa Termal | 16 | 3  | 13 | 1080 | 1194 | -114 | 19     |
| 9 | CB Novaschool                    | 16 | 1  | 15 | 1038 | 1225 | -187 | 17     |

### Grupo E
|    | Equipo                              | J  | G  | P  | PF   | PC   | DP   | Puntos |
| -- | ----------------------------------- | -- | -- | -- | ---- | ---- | ---- | ------ |
| 1  | Platja de Palma                     | 22 | 17 | 5  | 2017 | 1767 | 250  | 39     |
| 2  | AB Castelló                         | 22 | 17 | 5  | 1858 | 1657 | 201  | 39     |
| 3  | Festival de Cine L'Alfàs            | 22 | 15 | 7  | 1818 | 1653 | 165  | 37     |
| 4  | Opentach Bàsquet Pla                | 22 | 13 | 9  | 1800 | 1748 | 52   | 35     |
| 5  | CE Bàsquet Llíria                   | 22 | 13 | 9  | 1685 | 1657 | 28   | 35     |
| 6  | CB UCAM Begastri                    | 22 | 13 | 9  | 1777 | 1676 | 101  | 35     |
| 7  | Aguas de Calpe Ifach Calpe          | 22 | 11 | 11 | 1712 | 1699 | 13   | 33     |
| 8  | CB Alginet                          | 22 | 10 | 12 | 1581 | 1591 | -10  | 32     |
| 9  | Valencia BC B                       | 22 | 8  | 14 | 1624 | 1732 | -108 | 30     |
| 10 | Aquidos Arquitectes Burriana        | 22 | 5  | 17 | 1708 | 1804 | -96  | 27     |
| 11 | Space Eivissa Bàsquet               | 22 | 5  | 17 | 1633 | 1958 | -325 | 27     |
| 12 | Universitat Politècnica de València | 22 | 5  | 17 | 1669 | 1940 | -271 | 27     |

## Playoffs Ascenso
El Cajasol Banca Cívica B renunció a participar en las eliminatorias de ascenso y su vacante no se cubrió. 15 equipos lucharon por las 4 plazas de ascenso a LEB Plata.
|  | Semifinales | Semifinales             | Semifinales | Semifinales             |    |    | Finales          | Finales          | Finales          | Finales          |  |
|  | 12, 19 mayo | 12, 19 mayo             | 12, 19 mayo | 12, 19 mayo             |    |    | 26 mayo, 2 junio | 26 mayo, 2 junio | 26 mayo, 2 junio | 26 mayo, 2 junio |  |
|  |             |                         |             |                         |    |    |                  |                  |                  |                  |  |
|  |             |                         |             |                         |    |    |                  |                  |                  |                  |  |
|  | 3D          | ABP Badajoz             | 84          | 58                      |    |    |                  |                  |                  |                  |  |
|  | 3D          | ABP Badajoz             | 84          | 58                      |    |    |                  |                  |                  |                  |  |
|  | 1E          | Platja de Palma         | 83          | 68                      |    |    |                  |                  |                  |                  |  |
|  | 1E          | Platja de Palma         | 83          | 68                      |    | 1E | Platja de Palma  | 84               | 94               |                  |  |
|  |             |                         |             |                         |    | 1E | Platja de Palma  | 84               | 94               |                  |  |
|  |             |                         | 3B          | CC Meridiano Santa Cruz | 78 | 84 |                  |                  |                  |                  |  |
|  | 3B          | CC Meridiano Santa Cruz | 3B          | CC Meridiano Santa Cruz | 78 | 84 | 91               | 70               |                  |                  |  |
|  | 3B          | CC Meridiano Santa Cruz |             |                         |    |    | 91               | 70               |                  |                  |  |
|  | 2C          | Girona FC B             | 55          | 75                      |    |    |                  |                  |                  |                  |  |
|  | 2C          | Girona FC B             | 55          | 75                      |    |    |                  |                  |                  |                  |  |
|  |             |                         |             |                         |    |    |                  |                  |                  |                  |  |

|  | Semifinales | Semifinales             | Semifinales | Semifinales             |    |    | Final     | Final | Final | Final |  |
|  |             |                         |             |                         |    |    |           |       |       |       |  |
|  |             |                         |             |                         |    |    |           |       |       |       |  |
|  | 2E          | AB Castelló             | 82          | 83                      |    |    |           |       |       |       |  |
|  | 2E          | AB Castelló             | 82          | 83                      |    |    |           |       |       |       |  |
|  | 2D          | CB Cimbis               | 81          | 89                      |    |    |           |       |       |       |  |
|  | 2D          | CB Cimbis               | 81          | 89                      |    | 2D | CB Cimbis | 66    | 68    |       |  |
|  |             |                         |             |                         |    | 2D | CB Cimbis | 66    | 68    |       |  |
|  |             |                         | 1C          | Eninter-CB Santfeliuenc | 69 | 85 |           |       |       |       |  |
|  | 3A          | Club Deportivo Estela   | 1C          | Eninter-CB Santfeliuenc | 69 | 85 | 74        | 65    |       |       |  |
|  | 3A          | Club Deportivo Estela   |             |                         |    |    | 74        | 65    |       |       |  |
|  | 1C          | Eninter-CB Santfeliuenc | 62          | 84                      |    |    |           |       |       |       |  |
|  | 1C          | Eninter-CB Santfeliuenc | 62          | 84                      |    |    |           |       |       |       |  |
|  |             |                         |             |                         |    |    |           |       |       |       |  |

|  | Semifinales | Semifinales              | Semifinales | Semifinales  |    |    | Final         | Final | Final | Final |  |
|  |             |                          |             |              |    |    |               |       |       |       |  |
|  |             |                          |             |              |    |    |               |       |       |       |  |
|  | 3E          | Festival de Cine L'Alfàs | 60          | 56           |    |    |               |       |       |       |  |
|  | 3E          | Festival de Cine L'Alfàs | 60          | 56           |    |    |               |       |       |       |  |
|  | 1B          | Real Canoe NC            | 68          | 84           |    |    |               |       |       |       |  |
|  | 1B          | Real Canoe NC            | 68          | 84           |    | 1B | Real Canoe NC | 54    | 65    |       |  |
|  |             |                          |             |              |    | 1B | Real Canoe NC | 54    | 65    |       |  |
|  |             |                          | 2A          | Cafés Aitona | 72 | 56 |               |       |       |       |  |
|  | 2A          | Cafés Aitona             | 2A          | Cafés Aitona | 72 | 56 |               |       |       |       |  |
|  | 2A          | Cafés Aitona             |             |              |    |    |               |       |       |       |  |
|  | 1D          | [ 3 ]                    |             |              |    |    |               |       |       |       |  |
|  | 1D          | [ 3 ]                    |             |              |    |    |               |       |       |       |  |
|  |             |                          |             |              |    |    |               |       |       |       |  |

|  | Semifinales | Semifinales            | Semifinales | Semifinales           |    |    | Final                  | Final | Final | Final |  |
|  |             |                        |             |                       |    |    |                        |       |       |       |  |
|  |             |                        |             |                       |    |    |                        |       |       |       |  |
|  | 4E          | Opentach Bàsquet Pla   | 63          | 56                    |    |    |                        |       |       |       |  |
|  | 4E          | Opentach Bàsquet Pla   | 63          | 56                    |    |    |                        |       |       |       |  |
|  | 1A          | Establecimientos Otero | 73          | 85                    |    |    |                        |       |       |       |  |
|  | 1A          | Establecimientos Otero | 73          | 85                    |    | 1A | Establecimientos Otero | 66    | 64    |       |  |
|  |             |                        |             |                       |    | 1A | Establecimientos Otero | 66    | 64    |       |  |
|  |             |                        | 3C          | Sabadell Sant Nicolau | 71 | 64 |                        |       |       |       |  |
|  | 3C          | Sabadell Sant Nicolau  | 3C          | Sabadell Sant Nicolau | 71 | 64 | 76                     | 63    |       |       |  |
|  | 3C          | Sabadell Sant Nicolau  |             |                       |    |    | 76                     | 63    |       |       |  |
|  | 2B          | Euroconsult Alcobendas | 55          | 80                    |    |    |                        |       |       |       |  |
|  | 2B          | Euroconsult Alcobendas | 55          | 80                    |    |    |                        |       |       |       |  |
|  |             |                        |             |                       |    |    |                        |       |       |       |  |

#### Clasificación Final
| Pos | Equipo                  |
| --- | ----------------------- |
| 1   | Cafés Aitona            |
| 2   | Platja de Palma         |
| 3   | Eninter-CB Santfeliuenc |
| 4   | Sabadell Sant Nicolau   |
| 5   | Establecimientos Otero  |

| Pos | Equipo                  |
| --- | ----------------------- |
| 6   | Real Canoe NC           |
| 7   | CB Cimbis               |
| 8   | CC Meridiano Santa Cruz |
| 9   | Euroconsult Alcobendas  |
| 10  | AB Castelló             |

| Pos | Equipo                   |
| --- | ------------------------ |
| 11  | Club Deportivo Estela    |
| 12  | Girona FC B              |
| 13  | Festival de Cine L'Alfàs |
| 14  | ABP Badajoz              |
| 15  | Opentach Bàsquet Pla     |

## Postemporada
Ascendieron a LEB Plata:
- Cafés Aitona (Campeones).
- Platja de Palma (Subcampeones).
- AB Castelló (al ocupar vacantes).
- CEBA Guadalajara (al ocupar vacantes, ascendió desde Primera División).
- (  Eninter-CB Santfeliuenc y  Sabadell Sant Nicolau renunciaron al ascenso).

Descendieron de LEB Plata:
- Gandía Bàsquet.
- Plasencia Extremadura (renunció a la LEB Plata).
- Tarragona Bàsquet 2017 (renunció a la LEB Oro).
- Logitravel Mallorca Bàsquet (renunció a la LEB Oro).
- Girona FC (renunció a la LEB Oro).
- (  Omnia CB Las Rozas renunció a la LEB Plata y se inscribió en Primera División).
- (  Tenerife Baloncesto renunció a la LEB Plata y se inscribió en Primera División).

Descendieron a Primera División:
| - Merkamueble Torrelavega. - Instituto Rosalía de Castro. - Fuenlabrada-Illescas B. - San Agustín del Guadalix. - Club Baloncesto Aridane. |  | - Queso Milner Arenys Bàsquet. - Universitat Politècnica de València. - Girona FC B (al descender su equipo matriz). |

- (  Natra Oñati,  Fidalgo Vecino,  Miguel Antonio Robleda,  Asefa Estudiantes B,  Club Bàsquet Granollers y
  Monte Ducay Olivar no descendieron al ocupar vacantes).

Renunciaron a la Liga EBA:
| - Deportes Ferrer Santa María. - SAB Torrelavega. - Universidad de Oviedo. - RC Náutico de Tenerife. - Reale Ciudad Real. - Torrejón Conteplast Medioambiente. |  | - Club Bàsquet Sitges. - Sedis La Seu d'Urgell. - Valentine Montcada. - Baños de Montemayor Villa Termal. - Baloncesto Córdoba. - Space Eivissa Bàsquet. |  | - Aquidos Arquitectes Burriana. - CB Alginet. - Aguas de Calpe Ifach Calpe. - CE Bàsquet Llíria. - Festival de Cine L'Alfàs. - CB UCAM Begastri. |

Ascendieron desde Primera División:
| - CB Coruña B. - Aquimisa CB Tormes. - Fundación Baloncesto León. - CB Santurtzi SK. - Verkol Goierri. - Megacalzado Ardoi. |  | - CD Covibar Ribas. - CB San Isidro. - Albacete Basket. - UCAM Murcia B. - Lluïsos de Gràcia. |

- (  Valladolid-Zaratán Las Contiendas,  Leioak Zarautz,   CB Pozuelo,   CB Sant Josep Badalona,  CB Zaragoza,
  CDB Enrique Benítez,  CB Coria,   CB Plasencia Ambroz B,  CNB Paterna y  Basket Cartagena, renunciaron al ascenso).

La Liga EBA se reduciría  a 62 equipos en la siguiente temporada, no pudiéndose conformar el grupo E por falta de equipos suficientes.